# Eerste brief van Clemens
De eerste brief van Clemens (kortweg: 1 Clemens) is een vroegchristelijk geschrift gericht aan de gemeente te Korinthe. Ondanks de ouderdom van deze brief maakt hij geen deel uit van de canon van het Nieuwe Testament, maar wordt wel gerekend tot de geschriften van de apostolische vaders. Als auteur wordt Paus Clemens I genoemd, bisschop van Rome van 92 tot 101 n.Chr. De brief wordt gedateerd tussen 80 en 140 n.Chr. In de tweede eeuw werd de brief gebruikt tijdens kerkdiensten in Korinthe (hij werd daar regelmatig voorgelezen) en in de Codex Alexandrinus (vijfde eeuw) wordt de brief als canoniek beschouwd.

## Taal
De brief is geschreven in Koinè-Grieks, de hellenistische omgangstaal in het oostelijke deel van het Romeinse Rijk.

## Auteurschap
De brief bevat nergens de naam van Clemens en is daarom een anoniem geschrift. Traditioneel wordt Clemens, eind eerste eeuw bisschop van Rome, genoemd als auteur van de brief.
Hegesippus, een kerkelijk schrijver uit de tweede eeuw, vermeldde dat Clemens van Rome een brief heeft geschreven aan de gemeente van Korinthe. Of hij daarmee de onderhavige brief bedoelde, is niet meer vast te stellen. Irenaeus van Lyon (tweede eeuw) kende een door Clemens geschreven brief. Hij schreef: "er ontstond grote onenigheid onder de broeders en zusters in Korinthe. Bij die gelegenheid schreef de kerk te Rome [met Clemens als opziener of bisschop] een (...) brief aan de Korinthiërs. In die brief worden de Korinthiërs aangezet de [onderlinge] vreedzaamheid te bevorderen ... en de overgeleverde leer van de apostelen te handhaven" (Eusebius: Kerkgeschiedenis V.VI, 3). Dit stemt overeen met de inhoud van de eerste brief van Clemens. Ook volgens kerkhistoricus Eusebius (derde/vierde eeuw) is de hier beschreven brief van de hand van Clemens.

## Datering
Als de brief van de hand is van Clemens van Rome, dan stamt de brief uit het laatste decennium van de eerste eeuw. De brief is daarmee, na de Didachè, het oudste buiten-bijbelse christelijke geschrift. Op grond van de inleiding van de brief "Door de rampen en de onheilen die ons de een na de ander zijn overkomen" (1 Clemens 1:1) wordt traditioneel verondersteld dat dit een verwijzing is naar de christenvervolging in Rome onder keizer Domitianus in 96. Het is onduidelijk of de schrijver naar deze vervolgingen verwijst. Omdat vanaf de tweede helft van de tweede eeuw regelmatig uit de brief wordt geciteerd, is een datering van na 140 n.Chr. niet waarschijnlijk.
Dr. A.F.J. Klijn en dr. R. Roukema sluiten zich min of meer aan bij de traditionele datering van rond 96. Roukema acht een eerdere datering mogelijk.

## Inhoud
De brief is geschreven naar aanleiding van een twist (een "onheilige twist ... aangestookt door enkele ... eigenzinnige personen", 1 Clemens 1:1; vgl. 3:3, 44:3f; 47:6f) binnen de gemeente van Korinthe. Het gaat om de verwijdering van enkele oudsten (presbyters) uit hun opzienersambt (episkopoi) die volgens Clemens volkomen onterecht was (cap. 40). Daarnaast waren er partijen ontstaan, hetgeen tot interne conflicten leidde: "Uw scheuring heeft reeds velen van de weg afgebracht ...". Doel van de brief is het bezweren van de onrust binnen de gemeente. Ambtsdragers kunnen niet zomaar uit hun ambt worden gezet.
De brief is geen theologische verhandeling; toch zijn er wel wat theologische opvattingen van de schrijver te destilleren:
- Clemens lijkt de paulinische notie van "rechtvaardiging door het geloof" te delen (10:7), maar legt niettemin ook de nadruk op de goede werken (30:3).[11] Hij maakt geen tegenstelling tussen geloof en werken (31:2: "Op grond waarvan werd onze vader Abraham gezegend, was het niet omdat hij gerechtigheid en waarachtigheid in het geloof heeft volbracht?"). Uiteindelijk wordt de mens echter gerechtvaardigd door zijn geloof (hoofdstuk 33).[11]
- Het gehele Oude Testament is voor Clemens de verkondiging van Gods heilswerk; de christenen zijn de erfgenamen van het jodendom. Er is geen discontinuïteit tussen het Oude en het Nieuwe Testament.[15] Clemens verwijst meermalen naar het Oude Testament en stelt de oudtestamentische heiligen voor als geloofshelden. Hij schijnt meerdere boeken van het Nieuwe Testament te hebben gekend; in ieder geval 1 Korintiërs, waarnaar hij in hoofdstuk 47 expliciet verwijst: "Leest nog eens de brief van de gelukzalige apostel Paulus."[16]
- In de tijd dat de brief werd opgesteld en verzonden kende de plaatselijke gemeenten al een hiërarchische opbouw (hoofdstuk 41-42). Volgens Clemens is de hiërarchie van oudsten, (priesters), opzieners (bisschoppen) en diakenen door de apostelen ingevoerd en reeds voorzegd in het Oude Testament (42:5).[17] Blijkbaar was er ook al sprake van een vrij uitgebreide liturgie (hoofdstuk 40).
- Jezus van Nazareth wordt in de brief o.a. de "Christus" (16:1; 17:1; 22:1 etc.), de "Heer" (52:1; 65:2) en "Zoon" (59:2) genoemd.
- God is in 1 Clemens vooral Schepper en Heerser (hoofdstuk 14, 19, 64) en niet zozeer de Vader van Jezus Christus.[2]
- De Heilige Geest komt ook voor in 1 Clemens en is daar vooral de inspirator van bijbelschrijvers (8:1; 13:1; 16:1, hoofdstuk 18, etc.).

## Verwijzingen
Apologie van Quadratus · Brief aan Diognetus · 1 Clemens · 2 Clemens · Didachè · Herder van Hermas · Zeven brieven van Ignatius · Fragmenten van Papias · Martyrium Polycarpi · Brief van Polycarpus aan de Filippenzen